# Sadie Soverall
Sadie Soverall, född 17 januari 2002, är en brittisk skådespelare.
Soverall har bland annat medverkat i TV-serien Fate: The Winx Saga. Hon har även medverkat i filmerna Saltburn och Arcadian.

## Filmografi (i urval)
- 2021–2022 – Fate: The Winx Saga (TV-serie)
- 2023 – Saltburn
- 2024 – Arcadian